# Quartier des Ternes

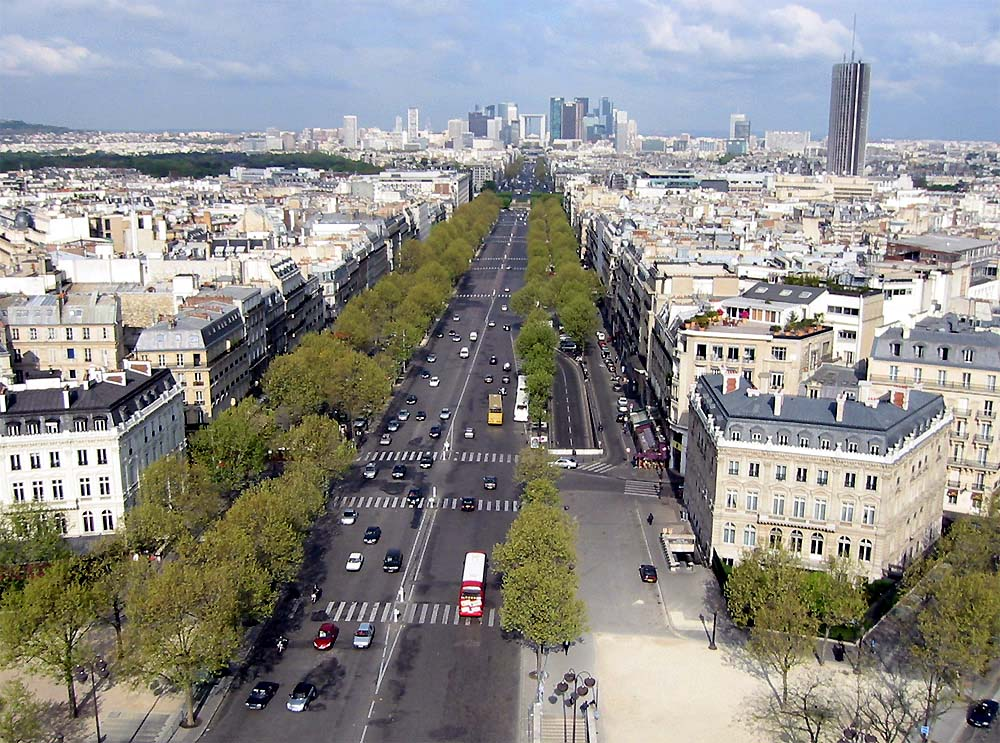
Avenue de la Grande Armée

Quartier des Ternes (čtvrť Ternes) je 65. administrativní čtvrť v Paříži, která je součástí 17. městského obvodu. Má rozlohu 146,6 ha a ohraničují ji ulice Avenue de la Grande Armée na jihozápadě, Boulevard périphérique na západě, Rue d'Héliopolis, Rue Rennequin, Rue Poncelet a Rue des Renaudes na severovýchodě a Avenue de Wagram a Boulevard de Courcelles na východě.

## Historie
Ve středověku zde pařížský biskup vlastnil zemědělskou usedlost, která se nazývala Villa Externa, neboť ležela mimo pozemkové državy biskupství. Její název se časem měnil na Estern a později na dnešní Ternes. (V současné francouzštině jinak slovo ternes znamená nudný nebo nevýrazný.)
Tuto usedlost koupil Pierre Habert (1605–1637), básník a komorník Jindřicha III., který ji nechal přestavět na zámek. Kolem zámku vznikla vesnice Ternes, která byla během Velké francouzské revoluce připojena k městu Neuilly-sur-Seine. V roce 1860 se čtvrť Ternes, která měla v té době již 16 000 obyvatel, stala součástí Paříže.

## Vývoj počtu obyvatel
| Rok sčítání | Počet obyvatel | Hustota zalidnění (ob./km²) |
| ----------- | -------------- | --------------------------- |
| 1954        | 56 531         | 38 561                      |
| 1962        | 54 123         | 36 919                      |
| 1968        | 50 386         | 34 370                      |
| 1975        | 44 180         | 30 136                      |
| 1982        | 40 508         | 27 632                      |
| 1990        | 40 255         | 27 459                      |
| 1999        | 39 137         | 26 696                      |